# Shadowplay
Shadowplay este un cântec aparținând formației Joy Division, apărut pe albumul acestora din 1979, Unknown Pleasures. Au existat mai multe cover-uri de-a lungul timpului, cover-ul cel mai cunoscut aparținând formației americane The Killers.
Versurile sunt scrise de solistul Ian Curtis și fac aluzie la un moment dat la sinucidere: In the shadowplay acting out your own death, knowing no more. De altfel, Curtis însuși a sfârșit prin a se sinucide, spânzurându-se pe 18 mai 1980.

## Varianta The Killers
Formația The Killers a lansat Shadowplay drept al unsprezecelea single, și ca single promoțional pentru compilația Sawdust. Cântecul fusese inițial înregistrat pentru filmul Control (apărut în 2007), și apare pe genericul de sfârșit al filmului, ca și pe coloana sonoră a acestuia.
A fost lansat pe iTunes pe data de 9 octombrie 2007, atingând locul 68 în Billboard Hot 100.

### Despre videoclip
Videoclipul este regizat de Spencer Kaplan și de Jonathan V. Sela, și a apărut pe 21 noiembrie 2007. În videoclip, cadrele cu formația alternează cu imagini din filmul Control.

### Poziții în topuri[2]
- 17 (Billboard Hot Digital Songs)
- 19 (US Modern Rock)
- 43 (US Pop 100)
- 49 (Canada)
- 68 (Billboard Hot 100)